# William Wilberforce
William Wilberforce (Kingston upon Hull, Yorkshire, 24 de agosto de 1759-Londres, 29 de julio de 1833) fue un político, filántropo y abolicionista inglés, quien siendo miembro del Parlamento Británico, lideró una campaña en contra de la esclavitud. Propuso un proyecto de ley a la Cámara de los Comunes para eliminar la esclavitud en 1791. Y desde entonces defendió el proyecto abolicionista hasta 1807, año en que su proyecto de ley fue aprobado por el Parlamento Británico.

## Biografía
William Wilberforce nació el 24 de agosto de 1759 en Hull, hijo de un rico comerciante. Estudió en la Universidad de Cambridge, donde comenzó una duradera amistad con el futuro primer ministro, William Pitt (el joven). En 1780, Wilberforce se convirtió en miembro del parlamento por Hull, representando más tarde a Yorkshire. Su disoluto estilo de vida cambió completamente cuando abrazó la fe de la Iglesia Evangélica, y en 1784 se unió a un grupo conocido como Clapham Sect. Su fe cristiana lo llevó a interesarse en la reforma social, en particular la mejora de las condiciones de las fábricas en Gran Bretaña.

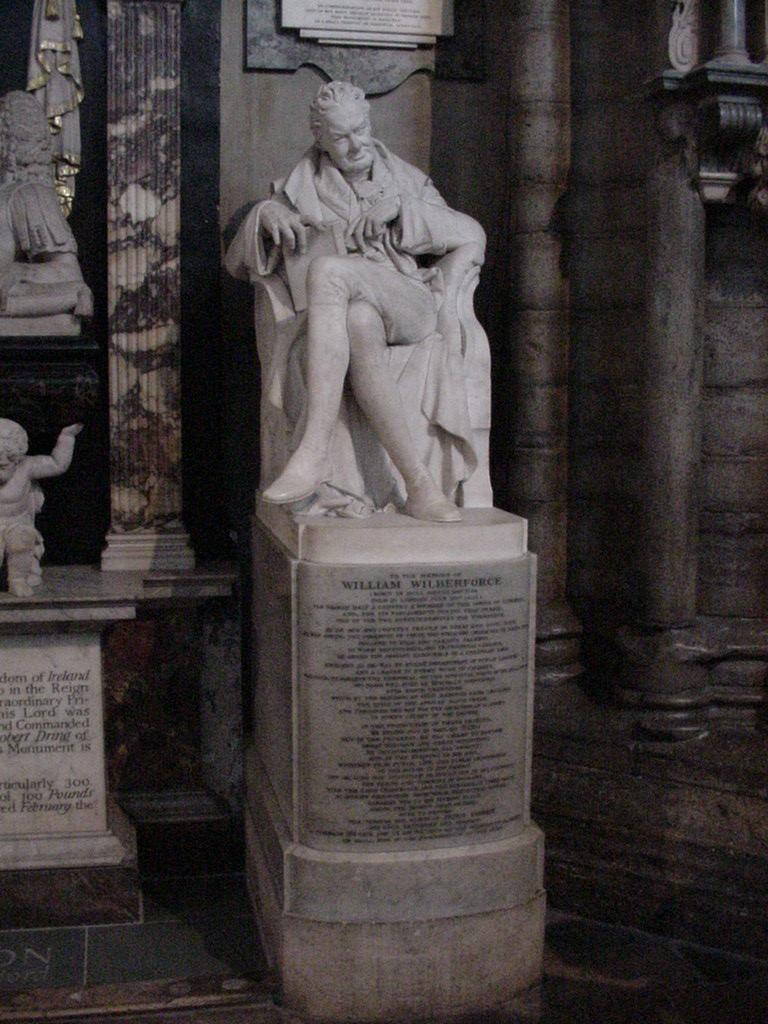
Memorial de William Wilberforce en Westminster Abbey, Londres.
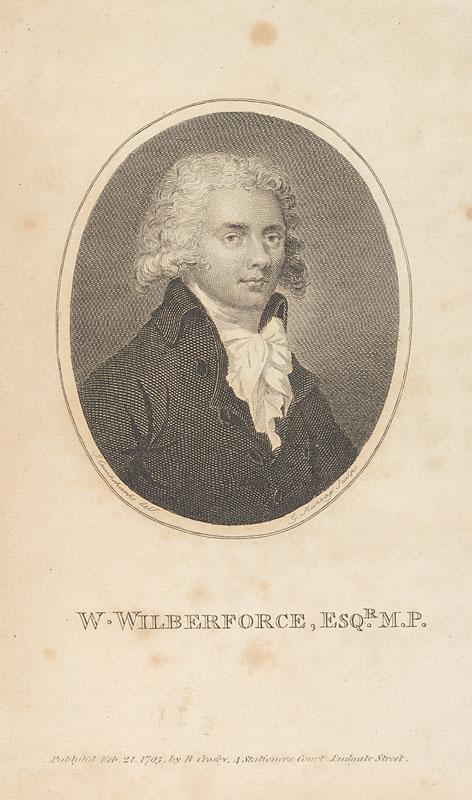
William Wilberforce. Grabado de Isaac Cruikshank (1795). Harvard University Library
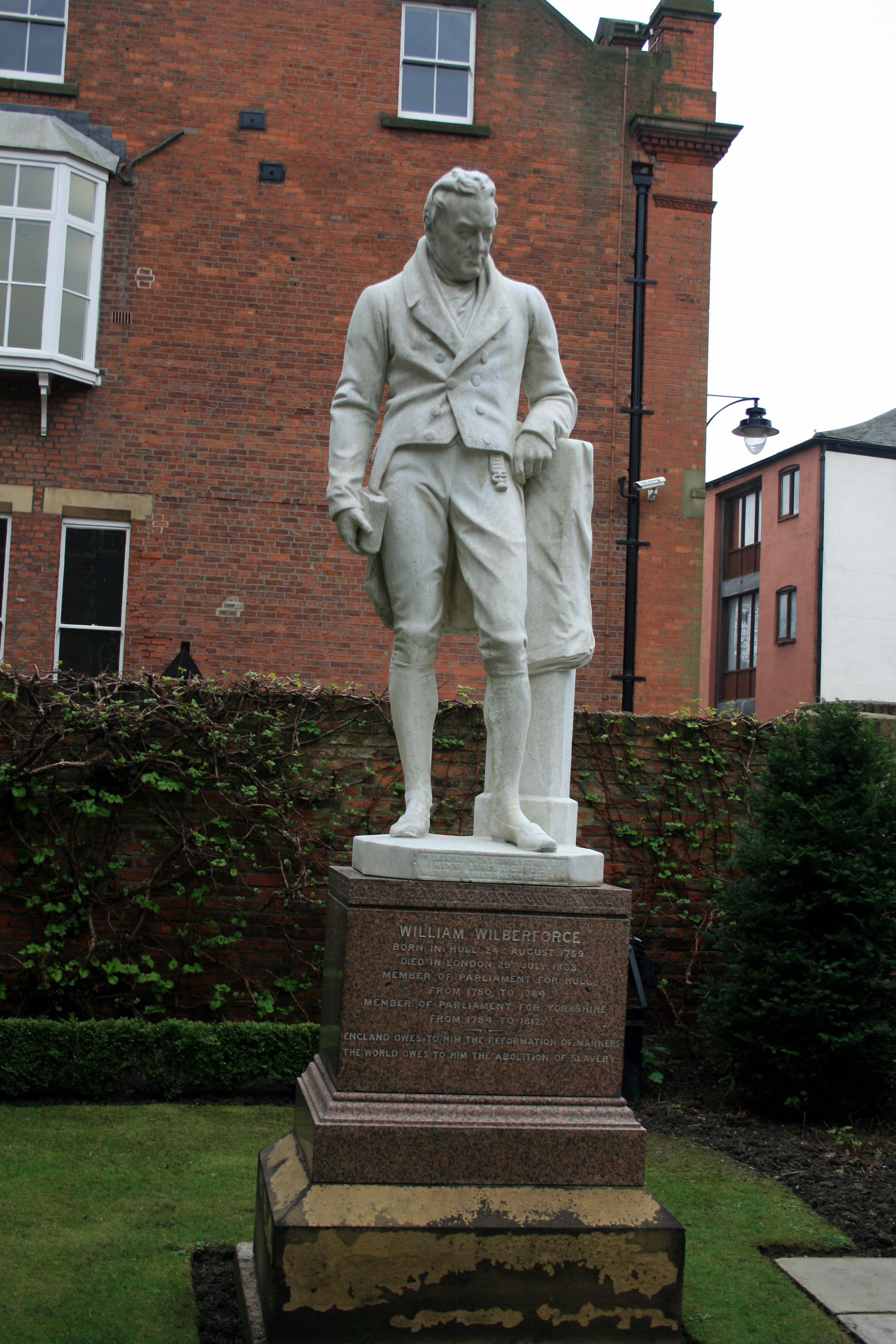
Estatua de William Wilberforce, Hull.
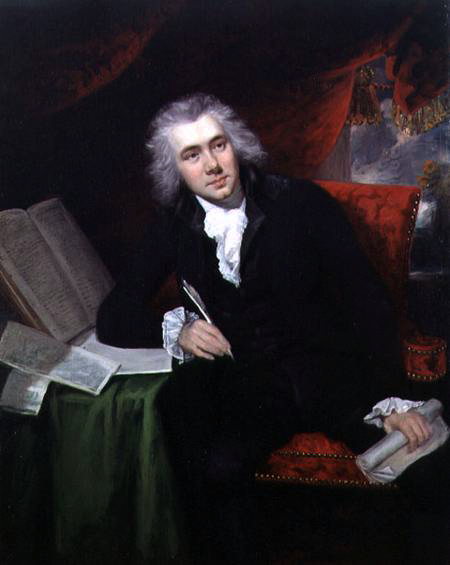
Óleo sobre lienzo del artista John Rising
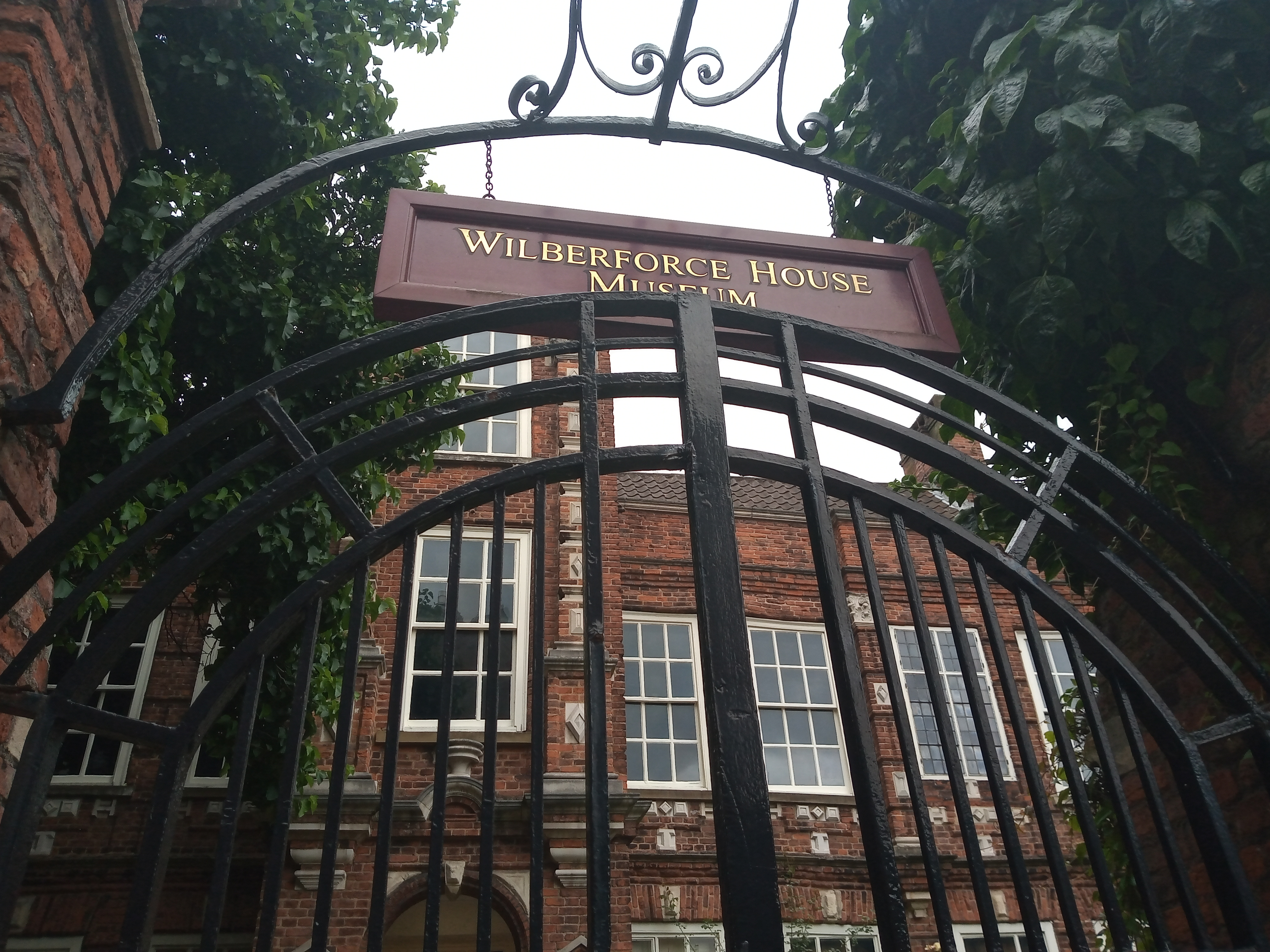
Entrada a la casa de William Wilberforce, Hull
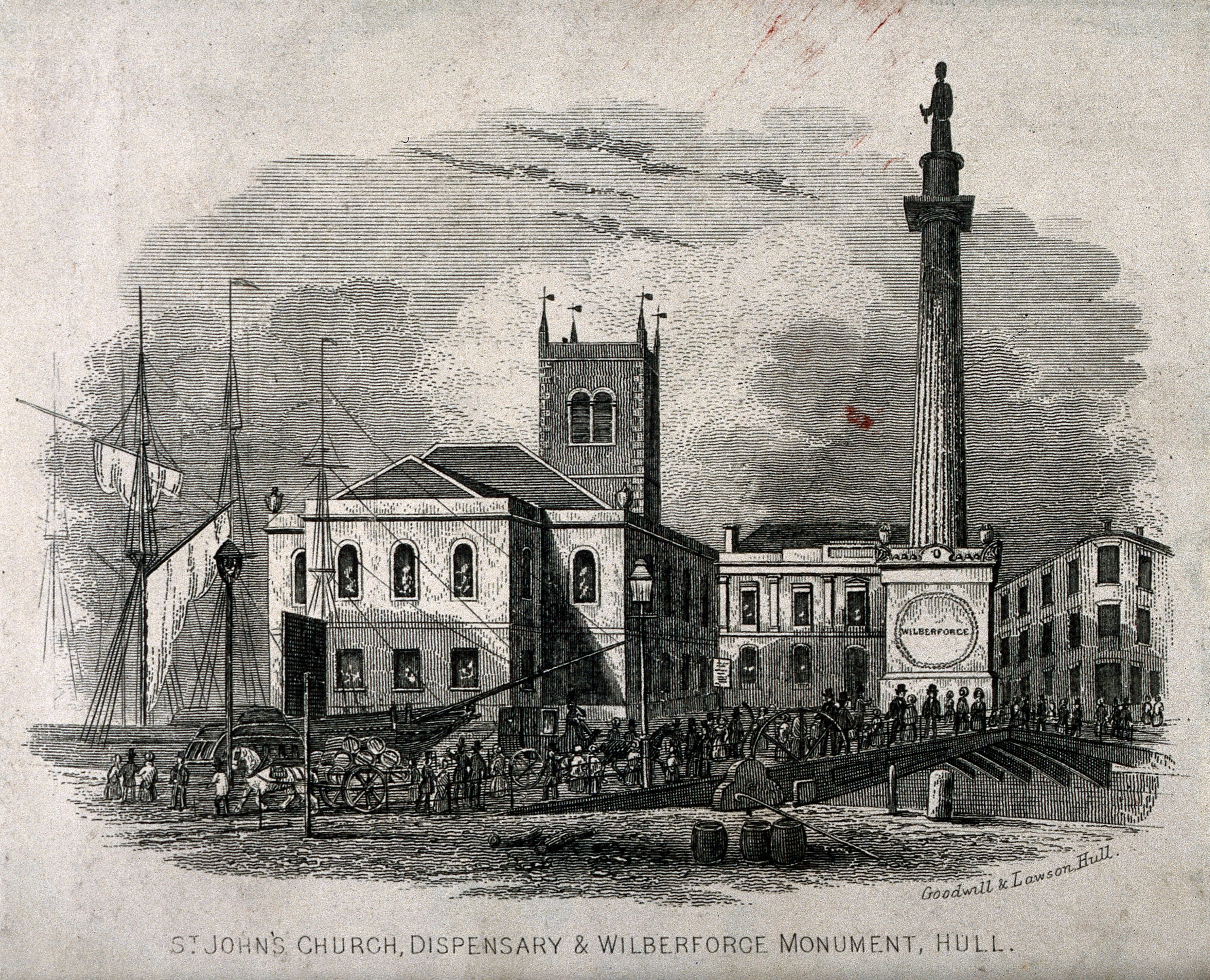
Grabado Iglesia de San Juan, dispensario y monumento a Wilberforce, Hull, Yorkshire.

El abolicionista Thomas Clarkson tuvo una enorme influencia sobre Wilberforce. Él y otros iniciaron las campañas para que se pusiera fin al comercio de buques británicos que transportaban esclavos negros de África, en terribles condiciones, a las Indias Occidentales como mercancías que se compran y se venden. Wilberforce fue persuadido a ejercer presión para la abolición de la trata de esclavos, y durante 18 años presentó periódicamente mociones antiesclavitud en el parlamento. La campaña fue apoyada por muchos miembros de la secta Clapham y otros abolicionistas que despertaron la conciencia pública acerca de su causa con folletos, libros, manifestaciones y peticiones; ayudó a fundar la primera Sociedad Bíblica en 1804.
En 1807, la trata de esclavos fue finalmente abolida, pero esto no liberó a quienes eran ya esclavos. No fue sino hasta 1833 cuando se aprobó un acta para dar la libertad a todos los esclavos en el Imperio Británico.
Otros esfuerzos de Wilberforce para «renovar la sociedad» incluyeron la organización de la Society for the Suppression of Vice (Sociedad para la Supresión del Vicio) en 1802. Trabajó con la reformadora Hannah More, en la Association for the Better Observance of Sunday (Asociación para la mejor observancia del domingo). Su objetivo era proporcionar a todos los niños una educación oficial en lectura, higiene personal y religión. Se implicó estrechamente en la Royal Society for the Prevention of Cruelty to Animals. También fomentó la marcha de misioneros cristianos a la India. De este modo, sentó las bases de la rígida moral puritana de la era victoriana. Cabe criticar a WW su interés por los esclavos negros y su desinterés por los esclavos blancos que había en la Inglaterra de la era industrial, con niños esclavizados desde los 5 años (como retrata magistralmente Charles Dickens en "Oliver Twist") y con una esperanza de vida para la clase obrera, forzados a abandonar el campo, de unos 40 años. Se opuso a la actividad de los sindicatos, calificándolos como "enfermedad general de nuestra sociedad". Se opuso a la investigación de la masacre de Peterloo en la que Wellington abrió fuego, ocasionando 11 muertos y numerosos heridos, contra una manifestación de obreros. En palabras del ensayista William Hazlitt, Wilberforce «predicaba el cristianismo para los salvajes, mientras toleraba los peores abusos en los estados civilizados».
Wilberforce se retiró de la política en 1825 y murió el 29 de julio de 1833, poco después de que el acta por la libertad de los esclavos en el Imperio Británico pasara a través de la Cámara de los Comunes. Fue enterrado cerca de su amigo Pitt en la Abadía de Westminster. Su tercer hijo, Samuel Wilberforce, fue el famoso obispo anglicano que trató de insultar a Huxley en el famoso debate sobre el darwinismo (1860).
La película del año 2006 Amazing Grace está basada en su biografía.